# Castellserà (kommunhuvudort)
Castellserà är en kommunhuvudort i Spanien.   Den ligger i provinsen Província de Lleida och regionen Katalonien, i den östra delen av landet, 400 km öster om huvudstaden Madrid. Castellserà ligger 284 meter över havet och antalet invånare är 1 114.
Terrängen runt Castellserà är platt. Runt Castellserà är det ganska glesbefolkat, med 42 invånare per kvadratkilometer. Närmaste större samhälle är Balaguer, 16,3 km väster om Castellserà. Trakten runt Castellserà består till största delen av jordbruksmark.